# Культурные универсалии
Культурные универсалии — типовые аспекты жизни, которые проявляются во всех известных обществах, и общие явления, присущие всем человеческим культурам на всех этапах развития.
Джордж Питер Мердок вместе с коллегами из Йельского университета разработали классификацию таких культурных универсалий из 88 общих поведенческих категорий. Они включают: одежду, место обитания, имущество, праздники, подарки, гостеприимство, изобразительные искусства, труд, родственные связи, младенчество и детство, смерть и похороны, религиозные представления, социальную стратификацию, использование орудий труда,  наличие институтов семьи и брака и так далее. Как полагают, культурные универсалии связаны с важнейшими биологическими потребностями человека: сохранение жизни, продолжение рода, здоровое потомство.
Однако надо понимать, что конкретное содержание этих культурных универсалий может быть различным в разных государствах, странах, обществах и так далее. Например, семья в том или ином виде существует у всех обществ, но некоторые общества предпочитают моногамию, другие — полиандрию, а третьи — полигинию.